# 2682 Soromundi
2682 Soromundi (1979 MF4) là một tiểu hành tinh vành đai chính được phát hiện ngày 25 tháng 6 năm 1979 bởi E. F. và Bus Helin ở Siding Spring.